# Far de Castle Hill
Castle Hill Lighthouse és un far que es troba a la badia de Narragansett a Newport, Rhode Island, al final de l'històric Ocean Drive. És una ajuda a la navegació activa per als vaixells que entren al Pas de l'Est, entre l'illa Conanicut i l'illa Aquidneck. El far s'ha convertit en un símbol de Newport i un lloc freqüent per a fotos de casaments, propostes i fotos turístiques. Tot i que la propietat és propietat del proper Castle Hill Inn, el far és propietat de la Guàrdia Costanera dels Estats Units d'Amèrica.

## Història
Henry Hobson Richardson va dibuixar un esbós per a un far en aquest lloc que pot haver estat o no la base del disseny real. L'estructura no inclou la residència que figurava a l'esbós de Richardson. La casa del guardià es va construir, i encara es manté, a prop de Castle Hill Cove, a uns centenars de metres de distància.
El far es va acabar el 1890 en una propietat que antigament pertanyia al naturalista, oceanògraf i zoòleg Alexander Agassiz de la Universitat Harvard. Agassiz va vendre el terreny al govern dels Estats Units per al far per 1 $. La seva mansió a la propietat, encarregada l'any 1874, és ara una fonda. Es va afegir al Registre Nacional de Llocs Històrics l'any 1988 com a far de Castle Hill.
Tot i que l'edifici del far no està obert al públic, la línia de costa i el penya-segat on es troba el far són accessibles per diversos camins des de Castle Hill Inn i Castle Hill Cove Marina. El far és un lloc popular per a fotos turístiques i sessions de noces, i àmpliament reconeixible com un símbol de Newport. Tot i que la propietat és propietat del proper Castle Hill Inn, el far en si és propietat de la Guàrdia Costera dels Estats Units.

### Repintat de 2021
L'any 2020, l'icònic far s'havia vist amb vetes d'òxid marró antiestètic i la Guàrdia Costanera va indicar que no tenia previst realitzar cap manteniment exterior.

El març de 2021, Castle Hill Inn va signar un acord de cinc anys amb la Guàrdia Costera per actualitzar l'aspecte exterior del far. Es va contractar un contractista local per realitzar un rentat, pintura i embelliment a tota potència per un cost de 17.000 dòlars, just a temps per a la temporada de casaments d'estiu 2021. 

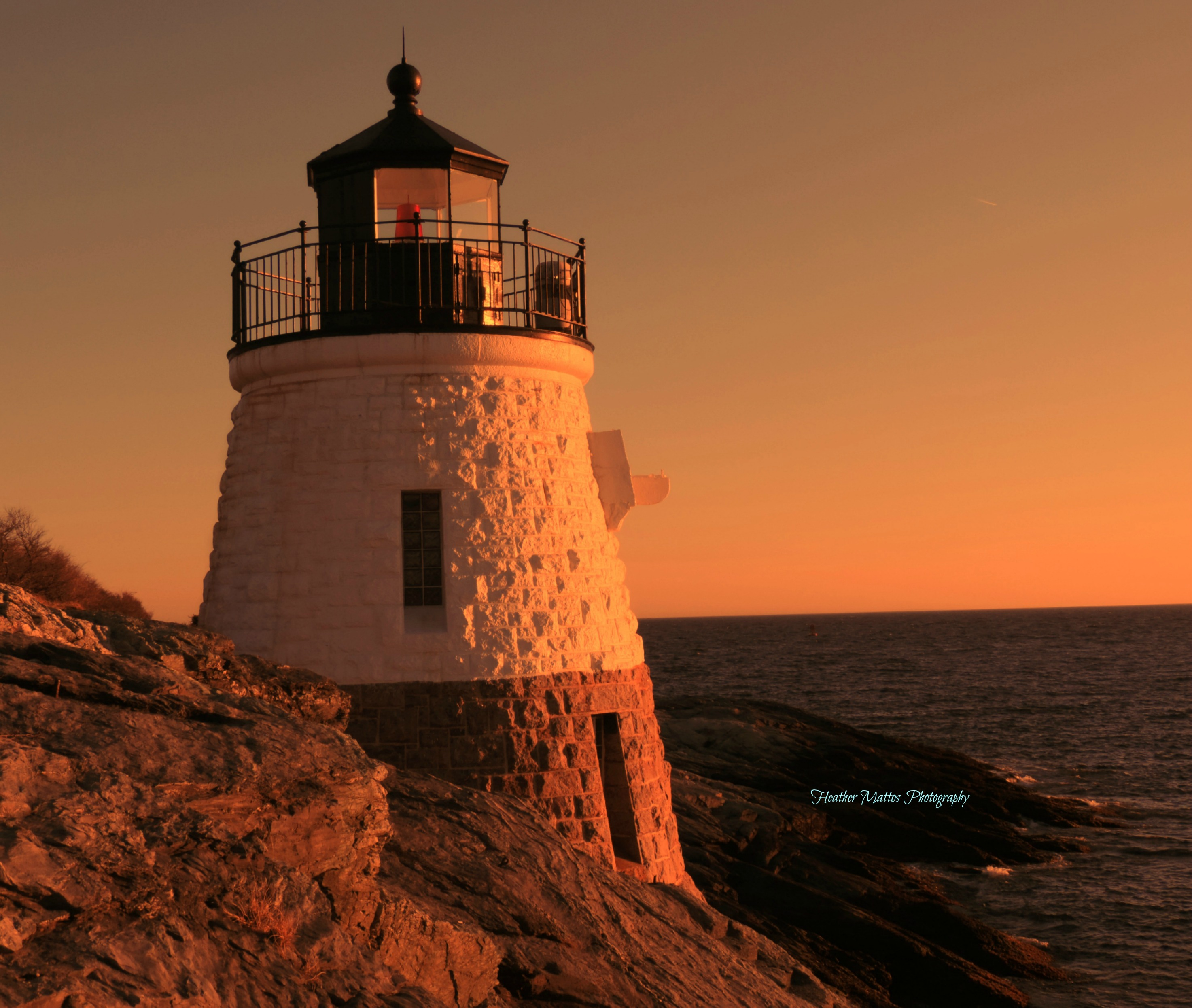
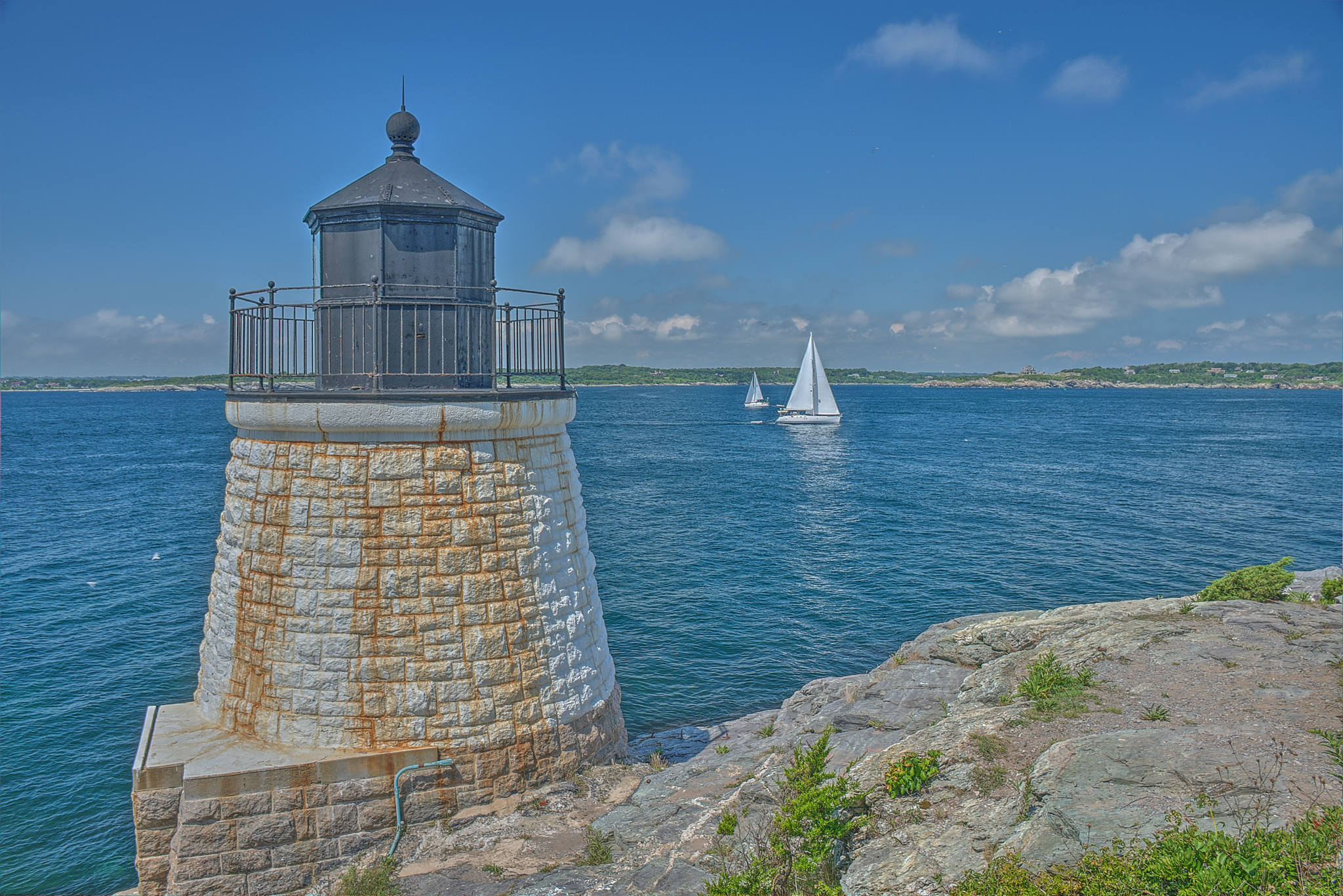
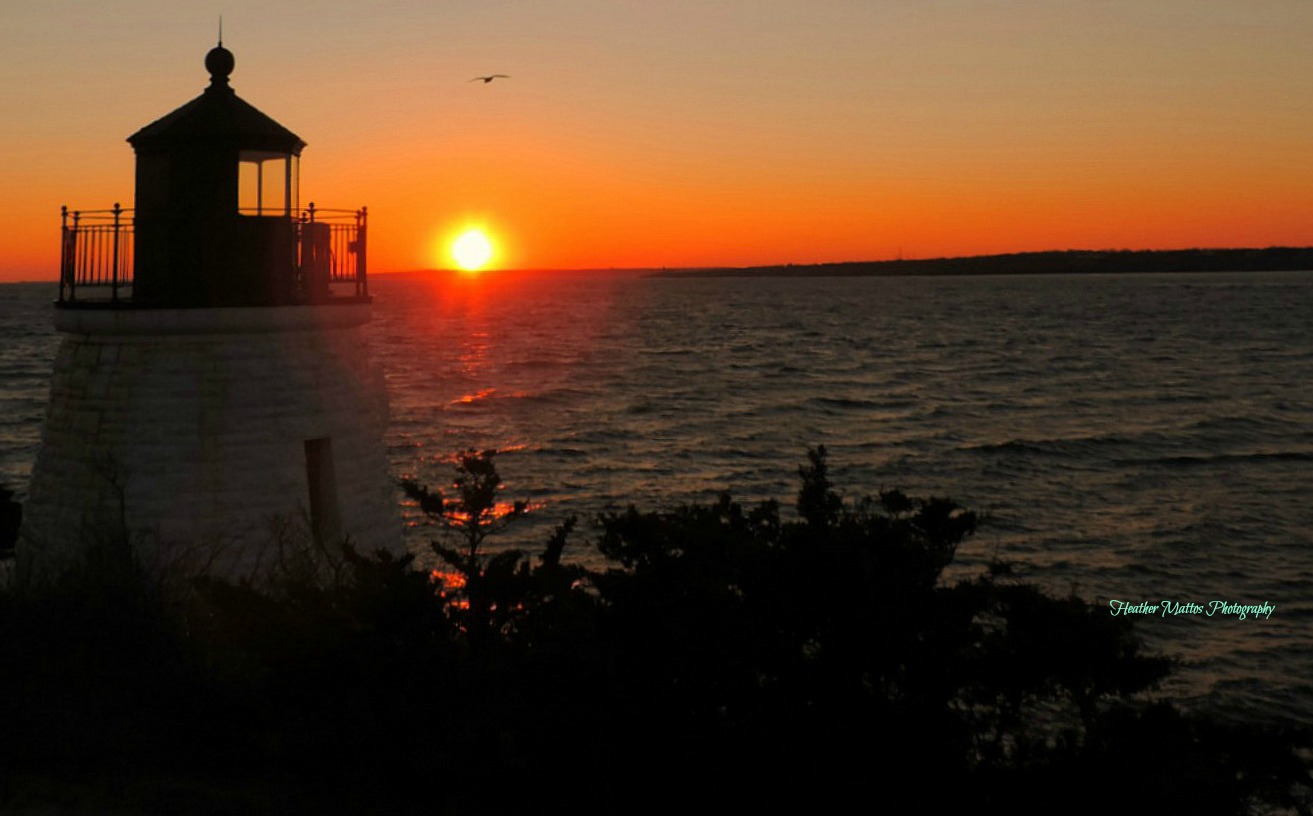

## Llista de guardes
1. Frank W. Parmele (1890 - 1911)
2. George L. Hoxsie (1911 - fins almenys 1944)
3. Manuel Soares Macedo (fins almenys 1945).
4. Ernest H. Stacey (Coast Guard BM1, 22 de maig de 1947-Sept. 30, 1948)

Després de l'huracà de 1938, el funcionament del far va ser assumit pel personal de la Guàrdia Costanera. L'any 1957, la llum es va automatitzar.